# Афлах Фадлан Правіра
Афлах Фадлан Правіра (13 листопада 1997) — індонезійський плавець.
Учасник Олімпійських Ігор 2020 року.
Призер Ігор Південно-Східної Азії 2015, 2017, 2019, 2021 років.